# 阿提米絲3號
阿提米絲3號（英語：Artemis 3，正式名稱為）是NASA的阿耳忒弥斯计划的第三個任務、第二次载人飞行和第一次载人登月，预计将于2027年年中实施。該任務將使用太空發射系統火箭和獵戶座太空船將四名太空人發射到绕月轨道与星艦人類登陸系統（星舰HLS）交会对接，两名宇航员将使用星舰HLS登陆月球南极，这也是星舰HLS的首次载人飞行。如果成功，阿提米絲3號将是自1972年阿波羅17號以來，人类首次再度登陸月球。

## 综述
阿耳忒弥斯3号任务计划将一组宇航员送往月球南极地区。计划中，两名宇航员将在月球表面停留约一周时间。这个任务将使首名女性和首名非白人登上月球。尽管最多4名宇航员可以乘坐猎户座飞船离开地球，但只有两名宇航员将搭载星舰人类登陆系统（星舰HLS）进行月球表面任务，为期6.5天，其余两名宇航员将留在猎户座飞船上。两名执行月球表面任务的宇航员将进行多达4次太空行走并执行各种科学任务，包括采集月球南极的水冰样本。在宇航员登陆月球之前，一些设备将被预先部署在月球表面，包括一辆非密闭的可被远程控制的月球车，供宇航员探索月球使用。该月球车可以前往5-15公里范围内的几个永久阴影区域。

## 太空船

### 太空发射系统
太空发射系统是一款重型运载火箭，用于将猎户座航天器从地球发射至月球近直线晕轮轨道 (NRHO, Near-rectilinear halo orbit)。这将是最后一个使用其Block 1型火箭的任务。之后的阿耳忒弥斯4号至阿耳忒弥斯8号任务将使用Block 1B型火箭。Block 1B型火箭将额外配备探索上面级和一个货舱，用于运输其他载荷。

### 猎户座飞船
猎户座飞船是阿耳忒弥斯计划中所有载人任务使用的航天飞船，可承载4名宇航员。在阿耳忒弥斯3号任务中，它将宇航员从地球运送到月球近直线晕轮轨道 (NRHO）并与Starship HLS会合，随后其中两名宇航员将从猎户座飞船转移至Starship HLS。该飞船也可将宇航员送往月球门户，以及在未来的深空探索任务中携带宇航员和货物。

### Starship HLS
Starship HLS是星舰的月球着陆器变体，它可允许两名宇航员从猎户座飞船转移至其中并承载其登陆月球表面，随后Starship HLS将支持宇航员在月表停留数天，最后将宇航员送回猎户座飞船。
Starship HLS需要在低地球轨道加注燃料然后将其推进至月球近直线晕轮轨道 (NRHO)与猎户座飞船会合。为了实现这一点，需要在低地球轨道中预先部署一个燃料储备站，并由多艘星舰加注船为其加油。这个储备站将为Starship HLS提供足够的燃料，以完成其在月球表面的任务。在宇航员完成任务后，Starship HLS将把宇航员送回猎户座飞船，随后通过送入日心轨道处理。

## 外部連結
- Orion website （页面存档备份，存于） at NASA.gov
- Space Launch System website （页面存档备份，存于） at NASA.gov